# Emilio Meseguer Bellver
Emilio Meseguer Bellver (Masamagrell, 28 de diciembre de 1933 - Masamagrell, 25 de noviembre de 2020) fue un compositor y maestro de capilla español.

## Vida
Emilio Meseguer Bellver nació en Masamagrell, en la provincia de Valencia, el 28 de diciembre de 1933. A los 9 años ingresó en el Real Colegio Seminario del Corpus Christi, donde comenzó su educación musical y manifestó su vocación dirigiendo con 13 años misas de Perossi. En 1948 comenzó sus estudios sacerdotales en el Seminario de Moncada, donde obtuvo una beca cinco años. También estudió en el Conservatorio de Valencia con María Teresa Oller, donde amplió sus conocimientos de Armonía, Contrapunto y Composición.
Meseguer fue un sacerdote activo durante su vida, lo que compaginó con su trabajó como director de coro y otras actividades musicales, incluyendo la investigación, docencia y composición. En 1956 fundó el coro interparroquial Masamagrell-Masalfasar, que dirigió hasta 1960. En 1978-1981 y 1986-1980 dirigió la escolanía de la Basílica de la Virgen de los Desamparados. El 15 de septiembre de 1977 fue nombrado maestro de capilla del Real Colegio Seminario del Corpus Christi, sucediendo a Vicente Ferrer Granell. A partir de 1981 y hasta 2003 fue profesor de Música y Canto del Seminario Diocesano de Valencia y director de la schola cantorum de seminario.
Amplió sus estudios de música en el monasterio del Real Monasterio de Montserrat y en la Escuela Superior de Música Sagrada en Salamanca, donde fue alumno de Samuel Rubio Calzón y Tomás de Manzárraga. Entre 1978 y 1982 Meseguer creó y dirigió, por primera vez en España, una escuela de canto gregoriano para seglares en la Escuela del Patriarca.
Como sacerdote fue párroco de Sumacárcel (1965), Sellent (1967) y Villar del Arzobispo (1971). En 1977 fue nombrado párroco de San Luis Obsipo de Valencia, cargo que ejerció hasta 1986.
Fue un incansable promotor del canto gregoriano y otras formas de música religiosa, dando cursos en Santas Creus y diversos conventos. En 1967 realizó un cursillo para difundir los recién introducidos cantos litúrgicos en castellano de Juan Antonio Espinosa.
Meseguer se jubiló en 1998 y a partir de 2017 cual quedó adscrito a la parroquia de San Juan Apóstol y Evangelista de Masamagrell. Fallecía allí el 25 de noviembre de 2020.
En 2003 fue nombrado «Insigne de la música valenciana» por la Muy Ilustre Academia de la Música Valenciana. Su nombre aparece en la campana de la iglesia de San Antonio Abad de Sumacárcel: «# PARROQUIA S. ANTONIO ABAD # NUESTRA SEÑORA DEL PILAR / # CURA D. EMILIO MESEGUER BELLVER # SUMACARCEL 1966». A finales de la Guerra civil se convirtió en habitual introducir el nombre del pueblo, la parroquia y el párroco de la campana para, en caso de que hubiera que bajarlas, se pudieran distinguir de las de otras parroquias.

## Obra
En musicología solo publicó dos escritos:
- Meseguer Bellver, Emilio (1981). «J. Bta. Cabanilles 1644-1712. Su personalidad artística. ¿Hay influencias del canto gregoriano en su obra?».  En Llorens, José María, ed. Joan Baptiste Cabanilles: músico valenciano universal. Valencia: Asociación Cabanilles de Amigos del Órgano. ISBN 84-300-4464-7.
- Meseguer Bellver, Emilio (1991). «La música y el canto en el seminario: aproximación histórica». Historia del Seminario Metropolitano de Valencia. Valencia: Seminario Metropolitano de Valencia. ISBN 84-404-9471-8.

Entre sus composiciones musicales religiosas destacan
- Misa en estilo gregoriano, a cuatro voces;
- Oremus pro benefactoribus nostris (1959), canto gregoriano;
- Plegaria a la Virgen del Rosario;
- Pregaria a la Verge (1987), a tres voces.

También destacan un Belén a dos voces para la escena.
Entre su música profana destaca el Himno a Massamagrell (1974), a dos voces y órgano, y un segundo Himno a Massamagrell para banda de música, además del Himno del Centenario (1980) a tres voces.